# Linia kolejowa Oldenburg – Wilhelmshaven
Linia kolejowa Oldenburg – Wilhelmshaven to dwutorowa, niezelektryfikowana linia kolejowa o długości 52,4 km łącząca Oldenburg z Wilhelmshaven, położona w całości w kraju związkowym Dolna Saksonia.

## Historia
Budowa linii kolejowej była wspólnym projektem Wielkiego Księstwa Oldenburga oraz Prus. Jej zadaniem było połączenie północnej części księstwa z portem morskim w Wilhelmshaven. Trasa została otwarta 18 lipca 1867 roku, ale jej faktyczne użytkowanie rozpoczęto dopiero 3 września tego roku. 1 kwietnia 1920 roku linia została przejęta od Oldenburgische Staatsbahn na własność Deutsche Reichsbahn. 
W sierpniu 2006 roku została wydana zgoda przez dyrektora generalnego Deutsche Bahn Hartmuta Mehdorna na elektryfikację linii oraz dobudowę drugiego toru, co miały nastąpić do 2010 roku. Szacunkowe koszty modernizacji wynosiły 22 miliony euro. Od sierpnia 2011 roku do zmiany rozkładu jazdy w grudniu 2012 roku na odcinku pomiędzy Rastede i Wilhelmshaven z powodu prac modernizacyjnych ruch pociągów został wstrzymany. Przed rozpoczęciem prac poinformowano, że koszty rozbudowy linii wyniosą 120 milionów euro. W przeciwieństwie do szacunków z 2006 roku w tych kosztach nie została uwzględniona elektryfikacja. Pomimo długiego etapu planowania modernizacji i faktu, że przed II wojną światową linia była dwutorowa, warunki glebowe sprawiły wiele problemów. Wraz ze zmianą rozkładu jazdy w grudniu 2014 roku na odcinku Rastede – Varel (Oldb) została podniesiona prędkość do 120 km/h. Odcinek pomiędzy  Sande i Varel ma zostać zmodernizowany w latach 2017-2019. Całość prac związana jest z poprawą dostępności koleją do otwartego 21 września 2012 roku JadeWeserPort. 
Elektryfikacja linii ma nastąpić według planów do lata 2022 roku i kosztować 423 milionów euro.